# Saint-Agrève
 Saint-Agrève  es una población y comuna francesa, ubicada en la región de Ródano-Alpes, departamento de Ardèche, en el distrito de Tournon-sur-Rhône y cantón de Saint-Agrève.

## Demografía
| 2459 | 2484 | 2718 | 2723 | 2762 | 2688 |
| Para los censos de 1962 a 1999 la población legal corresponde a la población sin duplicidades (Fuente: INSEE [Consultar]) |      |      |      |      |      |